# Le Châtellier (Ille-et-Vilaine)
Châtellier (bret. Kasteller) – miejscowość i gmina we Francji, w regionie Bretania, w departamencie Ille-et-Vilaine.
Według danych na rok 1990 gminę zamieszkiwało 407 osób, a gęstość zaludnienia wynosiła 30 osób/km² (wśród 1269 gmin Bretanii Châtellier plasuje się na 881. miejscu pod względem liczby ludności, natomiast pod względem powierzchni na miejscu 717.).